# Bonikro
Bonikro  è una città e sottoprefettura della Costa d'Avorio appartenente al dipartimento di Djékanou. Conta una popolazione di 6 420 abitanti (censimento 2014).